# Okcitánská fotbalová reprezentace
Okcitánská fotbalová reprezentace reprezentuje region Okcitánie. Není členem FIFA ani UEFA, proto se nemůže účastnit mistrovství světa ani mistrovství Evropy. Je členem CONIFA, proto se účastní mistrovství světa CONIFA, dříve se účastnila mistrovství světa VIVA. Okcitánská asociace je Associacion Occitania de Fotbol. 
Na Mistrovství světa VIVA 2010 obsadila 3. místo. 